# Ioan Ianov
Ioan Ianov (n. 24 iunie 1836, Iași - d. 8 februarie 1903, Iași) a fost un scriitor, avocat și om politic român, membru al Junimii, viceprimar al Iașilor.

## Biografie
Ioan Ianov, unicul fiu al spătarului Evdochiu Ianov și al Ecaterinei Isăcescu, ruda cu Teodor Burada, s-a născut în Iași în anul 1836. Ioan Ianov a urmat studiile gimnaziale și liceale la Iași, probabil la Academia Mihăileană, după care a plecat în străinătate, urmând studii juridice la Viena și Paris pe care însă nu le-a finalizat. Reîntors în țară, după ce o vreme a fost funcționar la Departamentul Dreptății, intră în politică susținând Partida unionistă și pe Alexandru Ioan Cuza și este ales deputat de Ilfov în 1884. Se întoarce ulterior în Iași unde practică avocatura și, până în 1895, continuă activitatea politică ocupând, pe plan local, postul de viceprimar al Iașilor și, pe plan național, cel de vicepreședinte al Senatului.
În paralel își continuă activitatea literară debutată în 1854, în timpul studenției, în paginile publicației Gazeta de Moldova și, din 1865, devine membru al Societății Junimea. Publică în paginile revistei Convorbiri literare poezii patriotice și sentimentale, devenind celebru în epocă pentru poeziile sale satirice sau „cântecelele comice” în stilul lui Alecsandri, similitudine care a făcut să fie considerat ca un „epigon” al acestuia.
Împreună cu vărul său, compozitorul Gheorghe Burada, a compus imnul 100 de ani, interpretat la inaugurarea Universității din Iași în 1860.
Apropiat al boierului filantrop moldovean Anastasie Bașotă, Ioan Ianov, alături de un alt junimist, Vasile Pogor, a îndeplinit, la înființarea acestuia, funcția de epitrop al Institutului „Anastasie Bașotă” din Pomârla.
Ioan Ianov a fost acceptat, la 25 februarie 1867, în loja masonică „Steaua României”, lojă constituită în Iași de Gheorghe (Iorgu) Șuțu (1817-1875) la 18 august 1866, lojă din care faceau parte majoritatea membrilor Junimii.

## In memoriam
Bustul poetului Ioan Ianov, executat de sculptorul gălățean Vasile Scutari în 1901, se găsește în parcul Teatrului Național din Iași.
Casa în care a locuit o vreme, trecută ulterior în proprietatea lui Petru Bogdan, membru al Academiei Române și rector al Universității din Iași, a fost cunoscută sub numele de „Casa Ianov” sau „Casa Bogdan-Culianu” și a fost înscrisă pe Lista monumentelor istorice din județul Iași în anul 2004 cu codul de clasificare IS-II-m-B-04038 sub numele incorect de „Casa prof. Ivanov”. Această casă, în care s-a născut și a locuit Petru Culianu, a fost distrusă în 2010.
O stradă din Iași, situată în Cartierul Păcurari, portă numele de „Strada Ioan Ianov”.